# Faktotum (Hilfskraft)
Faktotum (lateinisch fac totum ‚mache Alles‘) ist ein im 17. Jahrhundert aufgekommenes Fremdwort zur Bezeichnung einer Person, die in einem Haushalt, Betrieb oder sonstigen Organisation (z. B. Kloster oder Schule) eine Vielzahl von Aufgaben wahrnimmt. Eine solche Person wird umgangssprachlich auch zuweilen, unabhängig vom Geschlecht, im Deutschen „Mädchen für alles“ genannt.
Als Faktotum kann je nach Kontext und Organisationstyp eine unentbehrliche Hilfskraft in einer gehobenen Vertrauensstellung bezeichnet werden oder ein Mitglied des Hauspersonals, das alle diejenigen Arbeiten übernimmt, für die keine besondere hauswirtschaftliche Qualifikation vorausgesetzt wird.

## Kultur
Ein berühmtes Beispiel für ein Faktotum ist der Barbier (auf Französisch „Figaro“) in Gioachino Rossinis italienischer Oper Der Barbier von Sevilla aus dem Jahr 1816. Dieser singt in der zweiten Szene im ersten Akt:
Figaro qua, Figaro là,

Figaro su, Figaro giù.

Pronto, prontissimo

son come il fulmine,

sono il factotum della città.
Figaro hier, Figaro da,

Figaro oben, Figaro unten,

Bereit, äußerst bereit,

ich bin wie der Blitz,

bin das Faktotum der Stadt.
Ein weiteres berühmtes Faktotum ist der Diener Passepartout (französisch für „für jede Gelegenheit passend“) aus Jules Vernes Roman Reise um die Erde in 80 Tagen aus dem Jahr 1873.
Charles Bukowski wählte Faktotum (englisch Factotum) als Titel seines zwischen 1970 und 1974 entstandenen Buches über seine Zeit als Hobo in den Vereinigten Staaten der 1940er Jahre. Der norwegische Regisseur Bent Hamer verfilmte dieses Buch 2005 unter dem Titel Factotum mit Matt Dillon in der Rolle des trink- und spielsüchtigen Gelegenheitsarbeiters Henry Chinaski.

## Ähnliche Begriffe
Weitere Begriffe für Hilfskräfte sind:
- Pedell, Hilfskraft in öffentlichen Institutionen
- Amanuensis, veraltete Bezeichnung für Hilfskraft eines Gelehrten
- Kalfaktor, lateinisches Lehnwort für Hilfskraft
- Fax,  Corpsdiener einer Studentenverbindung